# 多脂海蜴魚
多脂海蜴魚（學名：Aldrovandia oleosa），是輻鰭魚綱背棘魚目海蜥魚科的其中一種，分布於東大西洋幾內亞灣、西大西洋美國維吉尼亞州外海到巴哈馬、委內瑞拉與圭亞那海域，深度1200至1900公尺，本魚體細長如鰻魚且側扁，吻尖突出，口下位，尾巴細長，身體深褐色, 頭部黑色，背鰭軟條9-10枚，體長可達43公分，棲息在大陸棚及大陸坡，為深海魚類，屬肉食性，以多毛類為食，生活習性不明，無經濟價值。